# Eugenia ledermannii
Espèce
Eugenia ledermannii Engl. & Brehmer est une espèce de plantes à fleurs de la famille des Myrtaceae et du genre Eugenia. C'est un arbuste endémique du Cameroun.

## Étymologie
Son épithète spécifique ledermannii rend hommage au botaniste Carl Ludwig Ledermann qui en récolta de nombreux spécimens lors de son voyage au Cameroun en 1908-1909.

## Description
Il s'agit tantôt d'un arbuste ne dépassant pas 2 m de hauteur, tantôt d'un petit arbre compris entre 4 et 8 m, à feuilles ovales pétiolées assez longues et à fleurs blanches ou roses.

## Distribution
L'espèce a été récoltée sur trois sites dans la Région du Nord-Ouest (Cameroun), mais sa présence dans celle de l'Ouest (monts Bamboutos) est probable.